# Baby, Stop Crying
Singles de Bob Dylan
Is Your Love in Vain? Changing of the Guards
Baby, Stop Crying est une chanson écrite par Bob Dylan, sortie à l'été 1978 en single et en version longue sur l'album Street-Legal. La chanson s'est classée à la 13e place au Royaume-Uni et s'est classée dans le top 10 dans une grande partie de l'Europe, bien qu'elle n'ait pas réussi à se classer aux États-Unis.

## Interprétation des paroles et réception
Le narrateur de la chanson est un homme désespéré qui tente de jouer le rôle de consolateur auprès d'une femme désespérée, lui demandant un pistolet dans le premier couplet, et affirmant qu'il « ne peut pas distinguer le bien du mal ». Commentant le contenu de cette chanson, Dylan a dit un jour : « L'homme dans cette chanson tend la main et n'a pas peur de se faire mordre ». 
Tony Attwood, spécialiste de Dylan, considère que la chanson a des racines lyriques dans la chanson Stop Breaking Down de Robert Johnson.
Comme beaucoup de titres de Street-Legal, Baby, Stop Crying est accompagné d'un saxophone et d'un trio de choristes féminines. Selon Billboard, les voix féminines fournissent un « contrepoint excitant » à la performance vocale « rauque » de Dylan.  Cash Box a dit qu'il « a un crochet serré et répétitif, des chanteurs d'accompagnement, un solo de saxophone fort et un travail d'orgue ». Record World a déclaré que « les vieux fans se pencheront sur les voix gutturales habituelles de Dylan tandis que les nouveaux publics pourraient s'accrocher aux chants féminins aigus en arrière-plan qui lui donnent juste une touche de r&b. »

## Interprétations en concert
Dylan a interprété la chanson en concert 39 fois. Toutes les représentations ont eu lieu en 1978.